# 科斯秋基
49°43′43″N 33°19′45″E / 49.72861°N 33.32917°E
科斯秋基（烏克蘭語：Костюки），是烏克蘭中部的村莊，隸屬波爾塔瓦州的盧布尼區。該村處於霍羅爾河右岸，距離維什尼亞基和特魯拜齊2公里，2001年人口164。